# 悪役令嬢は溺愛ルートに入りました!?
『悪役令嬢は溺愛ルートに入りました!?』（あくやくれいじょうはできあいルートにはいりました!?）は、十夜による日本のライトノベル。イラストは宵マチが担当している。略称は「溺愛ルート」。「小説家になろう」にて2020年2月から連載され、書籍版はSQEXノベル（スクウェア・エニックス）より2021年2月から刊行されている。「次にくるライトノベル大賞」単行本部門では2021年版で6位、2022年版で1位を獲得している。『このライトノベルがすごい！』単行本・ノベルス部門では2024年版・2025年版で共に3位を獲得している。2024年12月時点でシリーズ累計部数は110万部を突破している。
『マンガUP!』（スクウェア・エニックス）にてさくまれんによるコミカライズ版が2022年2月から連載されている。

## あらすじ
ルチアーナ・ダイアンサスは前世がアラサー喪女だったこと、自身が夢中になるほどプレイした乙女ゲーム『魔術王国のシンデレラ』に登場する悪役令嬢であることを突然思い出す。ルチアーナは必死に過去の記憶を辿り、断罪イベントが行われるのが1年後であることが判明する。ルチアーナは断罪イベントを回避するために恋愛攻略対象の男性たちを避けようとするが、その思惑に反して男性たちが自身に寄って来るのであった。

## 登場人物
ルチアーナ・ダイアンサス
本作の主人公。16歳。乙女ゲーム『魔術王国のシンデレラ』の悪役令嬢で、作中ではハイランダー魔術王国侯爵家の一人娘である。前世を思い出すまでのルチアーナは傲慢かつ怠け者で、実家の権力を笠に着るような人物であった。
作者によれば「どこにでもいるような等身大の女の子」をイメージしているという。
『このライトノベルがすごい！』女性キャラクター部門では2024年版で5位、2025年版で7位を獲得している。
2023年9月に実施されたキャラクター人気投票では3位を獲得している。

ラカーシュ・フリティラリア
筆頭公爵家の嫡男。セリアの兄で、エルネストの従兄。19歳。「歩く彫像」と言われるほどの美貌を持っている。頭脳明晰で強大な魔力を有しており、プライドが高い。
上述のキャラクター人気投票では2位を獲得している。
サフィア・ダイアンサス
ルチアーナの兄。乙女ゲームの作中設定では「出来が悪く享楽的」であったが、実際は魔術をはじめとしたあらゆる能力に優れており、妹思いな面もあることから、ルチアーナは違和感を抱いている。
『このライトノベルがすごい！』男性キャラクター部門では2024年版・2025年版で共に5位を獲得している。
上述のキャラクター人気投票では1位を獲得している。

セリア・フリティラリア
ラカーシュの妹。

エルネスト・リリウム・ハイランダー
ハイランダー魔術王国の王太子。

ルイス・ウィステリア
魅了の公爵家の三男。

ジョシュア・ウィステリア
魅了の公爵家の長男で、王国陸上魔術師団長を務めている。

アレクシス・カイ・カンナ
カンナ侯爵家の一人息子で、海上魔術師団長を務めている。

## 作風・制作背景
作者によれば、元々女性向けに書く予定だった『転生した大聖女は、聖女であることをひた隠す』が男性向けレーベルであるアース・スターノベルから出版の声を貰ったことで、男性向けを意識した形に変更することになった経緯から、女性向けも書きたいと思って書き始めたのが本作であった。フィーア・ルードが「聖女で、どちらかというと好かれる立場のキャラクター」であったことから、その正反対である「嫌われポジションの悪役令嬢」を書こうと思い立ったのが始まりであるとのこと。
本作の特徴の一つとして「ファンタジー色が強い」という点がある。これについて作者は自身がファンタジー好きであることが起因しているのではないかと話しており、執筆しているといつの間にかファンタジー側にギアを入れていることが多いとのこと。

## 既刊一覧

### 小説
- 十夜（著） / 宵マチ（イラスト） 『悪役令嬢は溺愛ルートに入りました!?』 スクウェア・エニックス〈SQEXノベル〉、既刊8巻（2024年12月6日現在）
  1. 2021年2月5日発売[18]、ISBN 978-4-7575-7063-4
  2. 2021年8月6日発売[19]、ISBN 978-4-7575-7411-3
  3. 2022年3月7日発売[20]、ISBN 978-4-7575-7800-5
  4. 2022年9月7日発売[21]、ISBN 978-4-7575-8130-2
  5. 2023年3月7日発売[22]、ISBN 978-4-7575-8459-4
  6. 2023年9月7日発売[23]、ISBN 978-4-7575-8777-9
  7. 2024年5月7日発売[24]、ISBN 978-4-7575-8983-4
  8. 2024年12月6日発売[25]、ISBN 978-4-7575-9541-5

### 漫画
- 十夜・宵マチ（原作） / さくまれん（作画） / 汐乃シオリ（構成） 『悪役令嬢は溺愛ルートに入りました!?』 スクウェア・エニックス〈ガンガンコミックスUP!〉、既刊5巻（2024年12月6日現在）
  1. 2022年9月7日発売[26]、ISBN 978-4-7575-8127-2
  2. 2023年3月7日発売[27]、ISBN 978-4-7575-8455-6
  3. 2023年9月7日発売[28]、ISBN 978-4-7575-8775-5
  4. 2024年5月7日発売[29]、ISBN 978-4-7575-9180-6
    - 「小冊子付き特装版」同日発売[30]、ISBN 978-4-7575-9181-3

  5. 2024年12月6日発売[31]、ISBN 978-4-7575-9499-9